# فيراي

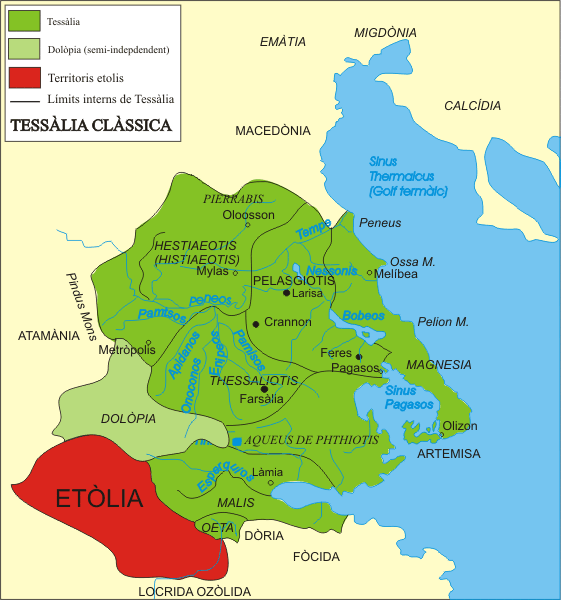

فيراي (Φέραι) هي مدينة قديمة في جنوب شرق ثيساليا في اليونان.